# Mot d'esprit

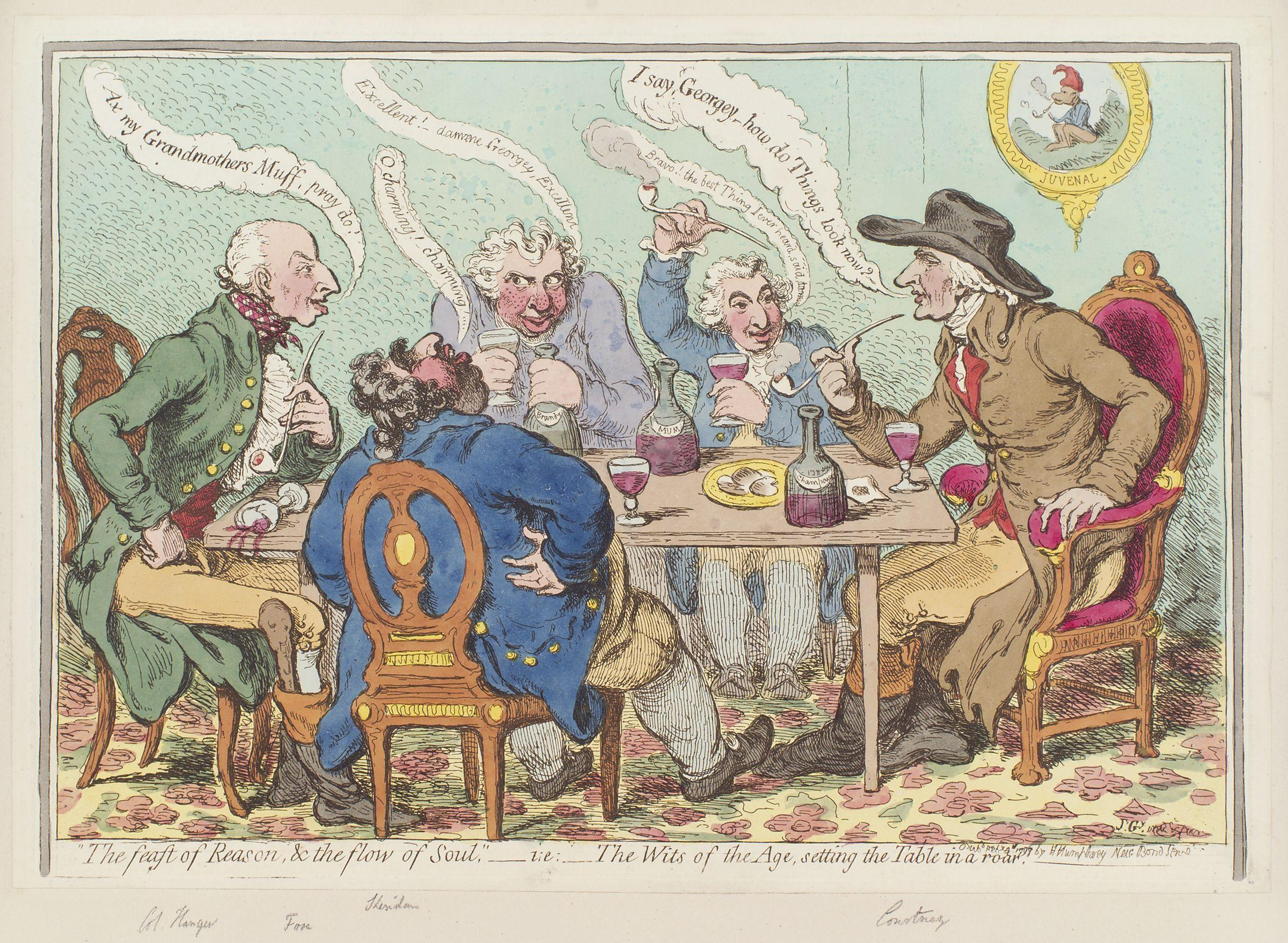

Le mot d'esprit, ou trait d'esprit, est une réplique fine et subtile, pas toujours bien intentionnée.

## Définition
Selon Véronique Klauber, « il est plus difficile de définir le mot d'esprit que d'en recenser les différentes techniques de production, ou d'en trouver des synonymes plus ou moins parfaits ». Par contre, il serait facile d'en donner des exemples. D'autres phénomènes lui sont apparentés, comme la gaîté et l'humour.
Selon Jean-Loup Chiflet, le mot d'esprit s'apparente au second degré en humour, et se veut « une réplique fine et subtile, pas toujours bien intentionnée, qui consiste à révéler le côté farfelu, l'absurde d'une situation à partir d'un fait ou d'une affirmation apparemment logique. »
Selon Hegel, le trait d'esprit « relie des représentations qui — bien qu'elles soient situées loin les unes des autres — ont, cependant, en fait, une connexion intérieure. »

## Le mot d'esprit en psychanalyse
Le mot d'esprit (en allemand Witz) a été analysé par Freud dans Le mot d'esprit et sa relation à l'inconscient, et mis en avant par Lacan.
Mercedes Blanco indique que Freud est un théoricien important du mot d'esprit mais que sa théorisation n'est pas sans difficultés, ce que Lacan, avec la médiation de la linguistique, dont celle de Roman Jakobson, propose de clarifier.

## Exemples
- Au roi Louis XVI qui dit à Rivarol : – On raconte que vous faites des mots d'esprit sur tout. Faites-en un à mon sujet, ce dernier répond : – O Sire, le roi n'est pas un sujet.[5]

- La table est le seul endroit où l'on ne s'ennuie jamais pendant la première heure, écrit Brillat-Savarin dans sa Physiologie du goût (1825).

- En 1943, le poète écrivain intellectuel Paul Claudel écrit « le soulier de satin » : une pièce de théatre de la comédie française durant 11 heures et qui s'est attirée des railleries dont : « Heureusement qu’il n’a pas écrit la paire », un mot d’esprit attribué à Sasha Guitry[6].